# Akademické mistrovství světa ve sportovním lezení
Akademické mistrovství světa ve sportovním lezení (AkMS, anglicky: World University Sport Climbing Championship) jsou dvouletá mistrovství světa ve sportovním lezení vysokoškolských studentů, pořádané Mezinárodní federací sportovního lezení (IFSC), střídají se s Akademickým mistrovstvím Evropy ve sportovním lezení. Tato událost určuje mužské a ženské mistry světa ve třech disciplínách: lezení na obtížnost, lezení na rychlost a bouldering.

## Češi na MS
V roce 2018 se v Bratislavě stal Jan Kříž akademickým mistrem světa v lezení na rychlost.

## Přehled mistrovství
| Poř. | Rok  | Místo      | Datum          | Disciplíny | Disciplíny | Disciplíny | Disciplíny | Závodníci | Země | Web | Reference |
| ---- | ---- | ---------- | -------------- | ---------- | ---------- | ---------- | ---------- | --------- | ---- | --- | --------- |
| Poř. | Rok  | Místo      | Datum          | počet      | obtížnost  | rychlost   | bouldering | Závodníci | Země | Web | Reference |
| I.   | 2016 | Šanghaj    | 11.-16. října  | 3          | •          | •          | •          | 199       |      |     | [ 1 ]     |
| II.  | 2018 | Bratislava | 18.-24. června | 3          | •          | •          | •          |           |      |     |           |

## Výsledky

### Obtížnost
| Rok  | Muži               | Muži                 | Muži             | Účast | Ženy             | Ženy            | Ženy          |
| Rok  | zlato              | stříbro              | bronz            | Účast | zlato            | stříbro         | bronz         |
| ---- | ------------------ | -------------------- | ---------------- | ----- | ---------------- | --------------- | ------------- |
| 2016 | Dmitrij Fakirjanov | Javier Cano Blazquez | Loic Timmermans  | 43+28 | Julia Chanourdie | Minseon Kim     | Moe Yoshimura |
| 2018 | Fedir Samoilov     | Thomas Joannes       | Ruben Firnenburg |       | Mei Kotake       | Maëlys Agrapart | Salomé Romain |

### Rychlost
| Rok  | Muži              | Muži                | Muži                    | Účast | Ženy           | Ženy              | Ženy                |
| Rok  | zlato             | stříbro             | bronz                   | Účast | zlato          | stříbro           | bronz               |
| ---- | ----------------- | ------------------- | ----------------------- | ----- | -------------- | ----------------- | ------------------- |
| 2016 | Stanislav Kokorin | Marcin Dzieński     | Sungjoon Chae           | 36+19 | Anna Brożek    | Klaudia Buczek    | Svetlana Motovilova |
| 2018 | Jan Kříž          | Kostiantyn Pavlenko | Mehdi AliPourShenazandi |       | Anouck Jaubert | Patrycja Chudziak | Anna Brożek         |

### Bouldering
| Rok  | Muži           | Muži              | Muži           | Účast | Ženy         | Ženy             | Ženy             |
| Rok  | zlato          | stříbro           | bronz          | Účast | zlato        | stříbro          | bronz            |
| ---- | -------------- | ----------------- | -------------- | ----- | ------------ | ---------------- | ---------------- |
| 2016 | Kaito Watanabe | Nathaniel Coleman | Solomon Barth  | 40+33 | Fanny Gibert | Julia Chanourdie | Di Niu           |
| 2018 | Elias Weiler   | Júdži Fudžiwaki   | Kaito Watanabe |       | Megan Lynch  | Serika Okawachi  | Julia Chanourdie |

## Nejúspěšnější medailisté

### Čeští Mistři a medailisté
| Šampionát | Disciplína | Lezec/lezkyně | Zlato         | Stříbro | Bronz |
| --------- | ---------- | ------------- | ------------- | ------- | ----- |
| 2018      | Rychlost   | Jan Kříž      | Zlatá medaile |         |       |

### Medaile podle zemí
| Pořadí | Země        | 2016 | 2018 | celkem |
| ------ | ----------- | ---- | ---- | ------ |
| 1.     | Francie     | 3    | 5    | 8      |
| 2.     | Japonsko    | 2    | 4    | 6      |
| 3.     | Polsko      | 3    | 2    | 5      |
| 4.     | Rusko       | 3    | 0    | 3      |
| 4.     | USA         | 2    | 1    | 3      |
| 6.     | Jižní Korea | 2    | 0    | 2      |
| 6.     | Ukrajina    | 0    | 2    | 2      |
| 8.     | Belgie      | 1    | 0    | 1      |
| 8.     | Čína        | 1    | 0    | 1      |
| 8.     | Španělsko   | 1    | 0    | 1      |
| 8.     | Česko       | 0    | 1    | 1      |
| 8.     | Írán        | 0    | 1    | 1      |
| 8.     | Německo     | 0    | 1    | 1      |
| 8.     | Rakousko    | 0    | 1    | 1      |
| 14     | celkem      | 18   | 18   | 36     |

### Vítězové podle zemí
| Pořadí | Země     | 2016 | 2018 | celkem |
| ------ | -------- | ---- | ---- | ------ |
| 1.     | Francie  | 2    | 1    | 3      |
| 2.     | Rusko    | 2    | 0    | 2      |
| 2.     | Japonsko | 1    | 1    | 2      |
| 4.     | Polsko   | 1    | 0    | 1      |
| 4.     | Česko    | 0    | 1    | 1      |
| 4.     | Rakousko | 0    | 1    | 1      |
| 4.     | Ukrajina | 0    | 1    | 1      |
| 4.     | USA      | 0    | 1    | 1      |
| 8      | celkem   | 6    | 6    | 12     |